# Regola della catena
In analisi matematica, la regola della catena è una regola di derivazione che permette di calcolare la derivata della funzione composta di due funzioni derivabili.

## Definizione
La derivata della funzione composta è il prodotto tra la derivata della funzione esterna, avente come argomento la funzione interna, per la derivata della funzione interna:
{\displaystyle \operatorname {D} [f(g(x))]=f'(g(x))\cdot g'(x).}
Le notazioni {\displaystyle \operatorname {D} [f(x)]} e {\displaystyle f'(x)} indicano il medesimo significato di derivata.
La formula è valida anche per funzioni di più variabili reali e per funzioni vettoriali. Il teorema di derivazione delle funzioni composte afferma che se:
{\displaystyle \mathbf {x} (t)=(x_{1}(t),x_{2}(t),\dots ,x_{n}(t)),\quad t\in \mathbb {R} }
è un vettore di {\displaystyle \mathbb {R} ^{n}} le cui componenti sono funzioni derivabili
{\displaystyle \mathbf {x} '(t)=(x'_{1}(t),x'_{2}(t),\dots ,x'_{n}(t))}
e se {\displaystyle f} è una funzione differenziabile in {\displaystyle \mathbf {x} (t)}, allora la funzione composta
{\displaystyle F(t)=f(\mathbf {x} (t))}
è differenziabile nella variabile {\displaystyle t} e si ha:
{\displaystyle F'(t)=\sum _{i=1}^{n}{\frac {\partial f(\mathbf {x} (t))}{\partial x_{i}}}x'_{i}(t)=\langle {\mathbf {\nabla } F(t)},{\mathbf {x} '(t)}\rangle =\langle {\mathbf {\nabla } f(\mathbf {x} (t))},{\mathbf {\mathbf {x} } '(t)}\rangle }
dove {\displaystyle \nabla f} è il gradiente di {\displaystyle f} e {\displaystyle \langle \cdot ,\cdot \rangle } è il prodotto scalare euclideo.
Ad esempio, se {\displaystyle f} è una funzione di due variabili composta dopo la funzione vettoriale {\displaystyle (g,h)}, cioè {\displaystyle f(g(t),h(t))}, allora:
{\displaystyle {df \over dt}={\partial f \over \partial g}{dg \over dt}+{\partial f \over \partial h}{dh \over dt}.}
Inoltre, se {\displaystyle \mathbf {f} } e {\displaystyle \mathbf {g} } sono due funzioni vettoriali differenziabili componibili, allora:
{\displaystyle J[(\mathbf {f} \circ \mathbf {g} )(x)]=J[\mathbf {f} (\mathbf {g} (x))]\cdot J[\mathbf {g} (x)],}
dove {\displaystyle \cdot } è la moltiplicazione di matrici e {\displaystyle J[\mathbf {f} (x)]} è la matrice jacobiana di {\displaystyle \mathbf {f} }.

## Dimostrazione
Sia, per non appesantire la notazione, {\displaystyle \Delta g:=g(x+h)-g(x)}, da cui {\displaystyle g(x+h)=g(x)+\Delta g}. Definiamo ora
{\displaystyle \omega (\Delta g)={\begin{cases}{\frac {f(g(x)+\Delta g)-f(g(x))}{\Delta g}}-f'(g(x)),&{\text{se }}\Delta g\neq 0,\\0,&{\text{se }}\Delta g=0.\end{cases}}}
È dunque
{\displaystyle f(g(x)+\Delta g)-f(g(x))=f'(g(x))\cdot \Delta g+\omega (\Delta g)\cdot \Delta g.}
Inoltre, per l'ipotesi di derivabilità di {\displaystyle f}, è
{\displaystyle \lim _{\Delta g\to 0}\omega (\Delta g)=0.}
Esaminiamo ora il rapporto incrementale di {\displaystyle f(g(x))}:
{\displaystyle \operatorname {D} [f(g(x))]=\lim _{h\to 0}{\frac {f(g(x+h))-f(g(x))}{h}}=\lim _{h\to 0}{\frac {f(g(x)+\Delta g)-f(g(x))}{h}}=\lim _{h\to 0}{\frac {f'(g(x))\cdot \Delta g+\omega (\Delta g)\cdot \Delta g}{h}}.}
Spezzando la frazione, abbiamo
{\displaystyle \lim _{h\to 0}f'(g(x))\cdot {\frac {g(x+h)-g(x)}{h}}+\lim _{h\to 0}\omega (\Delta g)\cdot {\frac {g(x+h)-g(x)}{h}}.}
E quindi passando al limite
{\displaystyle \operatorname {D} [f(g(x))]=f'(g(x))\cdot g'(x)+0\cdot g'(x)=f'(g(x))\cdot g'(x).}

## Dimostrazione alternativa
Siano {\displaystyle f\colon A\to \mathbb {R} } e {\displaystyle g\colon B\to A} derivabili in ogni punto, dove {\displaystyle A,B\subseteq \mathbb {R} }.
Dalla definizione di derivata si ha
{\displaystyle \operatorname {D} [(f\circ g)(x)]=\lim _{t\to x}{\frac {f(g(t))-f(g(x))}{t-x}}.}
L'idea di fondo è dividere il numeratore del rapporto incrementale per {\displaystyle g(t)-g(x)} in modo da ottenere il rapporto incrementale di {\displaystyle f} calcolato nel punto {\displaystyle g(x)}, e quindi poter esprimere la derivata della funzione composta in funzione della derivata di {\displaystyle f} calcolata in {\displaystyle g(x)}. Moltiplichiamo e dividiamo (che equivale a moltiplicare per {\displaystyle 1}, preservando l'uguaglianza), il secondo membro per {\displaystyle g(t)-g(x)}:
{\displaystyle \operatorname {D} [(f\circ g)(x)]=\lim _{t\to x}{\frac {f(g(t))-f(g(x))}{t-x}}{\frac {g(t)-g(x)}{g(t)-g(x)}}.}
Per le proprietà associativa e commutativa del prodotto otteniamo:
{\displaystyle \operatorname {D} [(f\circ g)(x)]=\lim _{t\to x}{\frac {f(g(t))-f(g(x))}{g(t)-g(x)}}{\frac {g(t)-g(x)}{t-x}}.}
Poiché per ipotesi {\displaystyle f} e {\displaystyle g} sono derivabili, esistono i limiti dei rapporti incrementali, rispettivamente {\displaystyle \lim _{a\to b}{f(a)-f(b) \over a-b}=\operatorname {D} [f(b)]} e {\displaystyle \lim _{\alpha \to \beta }{g(\alpha )-g(\beta ) \over \alpha -\beta }=\operatorname {D} [g(\beta )]}, in qualsiasi punto del dominio; ma per questo, dopo aver applicato nel primo limite del rapporto incrementale la sostituzione {\displaystyle g(t):=\theta }, il limite del prodotto di quei rapporti incrementali è uguale al prodotto dei loro limiti presi separati:
{\displaystyle \operatorname {D} [(f\circ g)(x)]=\lim _{\theta \to g(x)}{\frac {f(\theta )-f(g(x))}{\theta -g(x)}}\lim _{t\to x}{\frac {g(t)-g(x)}{t-x}}=f'(g(x))\cdot g'(x)}

## Dimostrazione con "o" piccolo
Si considerino due funzioni {\displaystyle f,g\colon [a,b]\to \mathbb {R} } e la funzione composta {\displaystyle H(x)=g\left(f(x)\right),} allora è possibile scrivere i rapporti incrementali delle funzioni in questo modo:
- {\displaystyle f(x+h)-f(x)=f'(x)h+o_{1}(h);}
- {\displaystyle g(y+k)-g(y)=g'(y)k-o_{2}(k);}
- {\displaystyle H(x+h)-H(x)=\alpha (x)h-o_{3}(h).}

A questo punto si passa alla riscrittura di {\displaystyle H(x+h)-H(x)} tenendo conto che {\displaystyle H(x)=g\left(f(x)\right)} quindi si ha:
{\displaystyle H(x+h)-H(x)=g(f(x+h))-g(f(x)).}
Si ricordi che {\displaystyle f(x+h)=f(x)+f'(x)h+o_{1}(h),} quindi si ha:
{\displaystyle H(x+h)-H(x)=g(f(x)+f'(x)h+o_{1}(h))-g(f(x)).}
Si effettua la sostituzione {\displaystyle f(x)=y} e {\displaystyle k=f'(x)h+o_{1}(h)} e si scrive:
{\displaystyle H(x+h)-H(x)=g(y+k)-g(y)=g'(y)k-o_{2}(k)=g'(f(x))\cdot (f'(x)h+o_{1}(h))-o_{2}(k)=g'(f(x))f'(x)h+g'(f(x))o_{1}(h)-o_{2}(k).}
Si pone {\displaystyle \alpha (x)=g'(f(x))f'(x)} e inoltre {\displaystyle o_{3}(h)=g'(f(x))o_{1}(h)-o_{2}(k),} così il teorema è dimostrato.

## Osservazioni
- Nella notazione di Leibniz, questo si riconduce all'identità

{\displaystyle {\frac {df}{dx}}={\frac {df}{dg}}\cdot {\frac {dg}{dx}},}
poiché {\displaystyle {\frac {df(g)}{dx}}={\frac {df(g)}{dg}}\cdot {\frac {dg}{dx}}}, che è utile per fissare mnemonicamente il risultato (come se il {\displaystyle dg} si "semplificasse" nelle due frazioni), anche se ovviamente non costituisce una dimostrazione.
- Applicando la formula iterativamente si può calcolare la derivata di una composizione di tre o più funzioni. Ad esempio:

{\displaystyle \operatorname {D} [(f\circ g\circ h)(x)]=f'(g(h(x)))\cdot g'(h(x))\cdot h'(x),}
e così via.

## Esempio
Sia {\displaystyle f(x)=\log x-3}, {\displaystyle g(x)=x^{2}+3x}, {\displaystyle h(x)={x \over 2}}. Allora:
{\displaystyle (f\circ g\circ h)(x)=\log \left[\left({x \over 2}\right)^{2}+3{x \over 2}\right]-3}
e
{\displaystyle \operatorname {D} [(f\circ g\circ h)(x)]={1 \over ({x \over 2})^{2}+3{x \over 2}}\cdot \left(2{x \over 2}+3\right)\cdot {1 \over 2}.}

## Derivate successive
L'estensione della formula al calcolo delle derivate successive si deve a Faà di Bruno. In particolare, se {\displaystyle f,g} possiedono tutte le derivate necessarie, allora risulta:
{\displaystyle {\frac {d^{2}f}{dx^{2}}}={\frac {d^{2}f}{dg^{2}}}\left({\frac {dg}{dx}}\right)^{2}+{\frac {df}{dg}}{\frac {d^{2}g}{dx^{2}}};}
{\displaystyle {\frac {d^{3}f}{dx^{3}}}={\frac {d^{3}f}{dg^{3}}}\left({\frac {dg}{dx}}\right)^{3}+3{\frac {d^{2}f}{dg^{2}}}{\frac {dg}{dx}}{\frac {d^{2}g}{dx^{2}}}+{\frac {df}{dg}}{\frac {d^{3}g}{dx^{3}}}.}